# Fietsnetwerk Veloland Schweiz

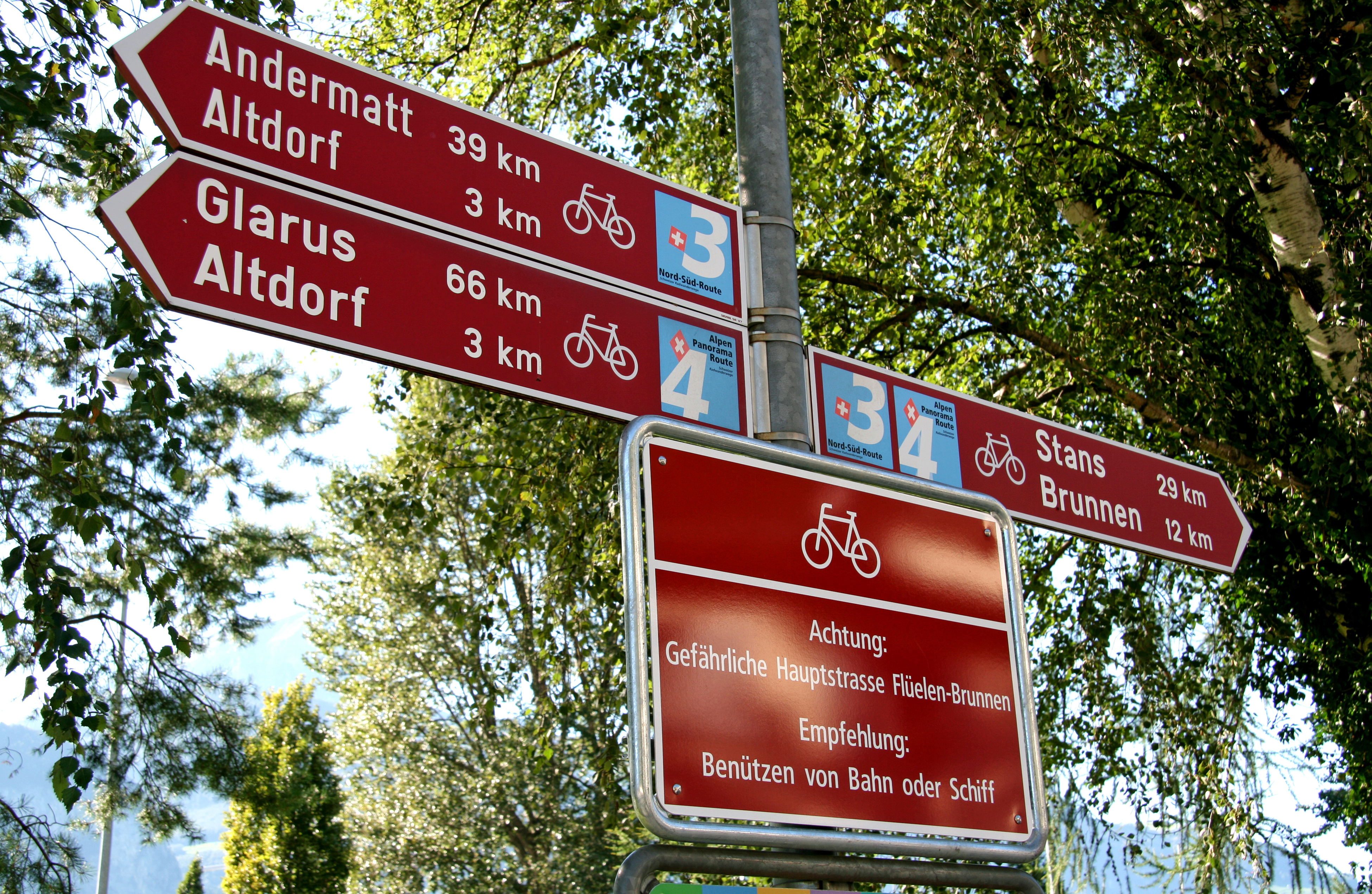

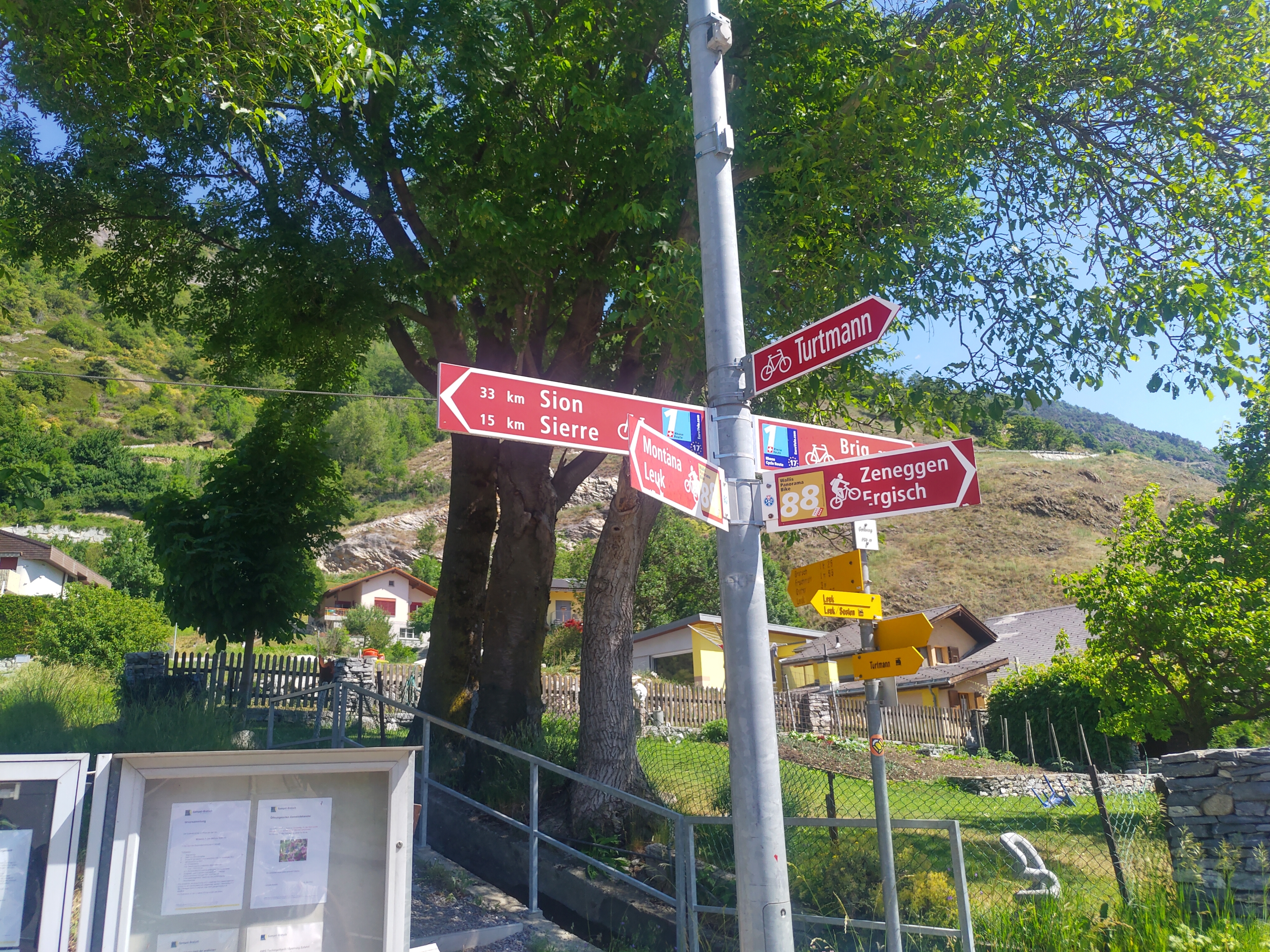

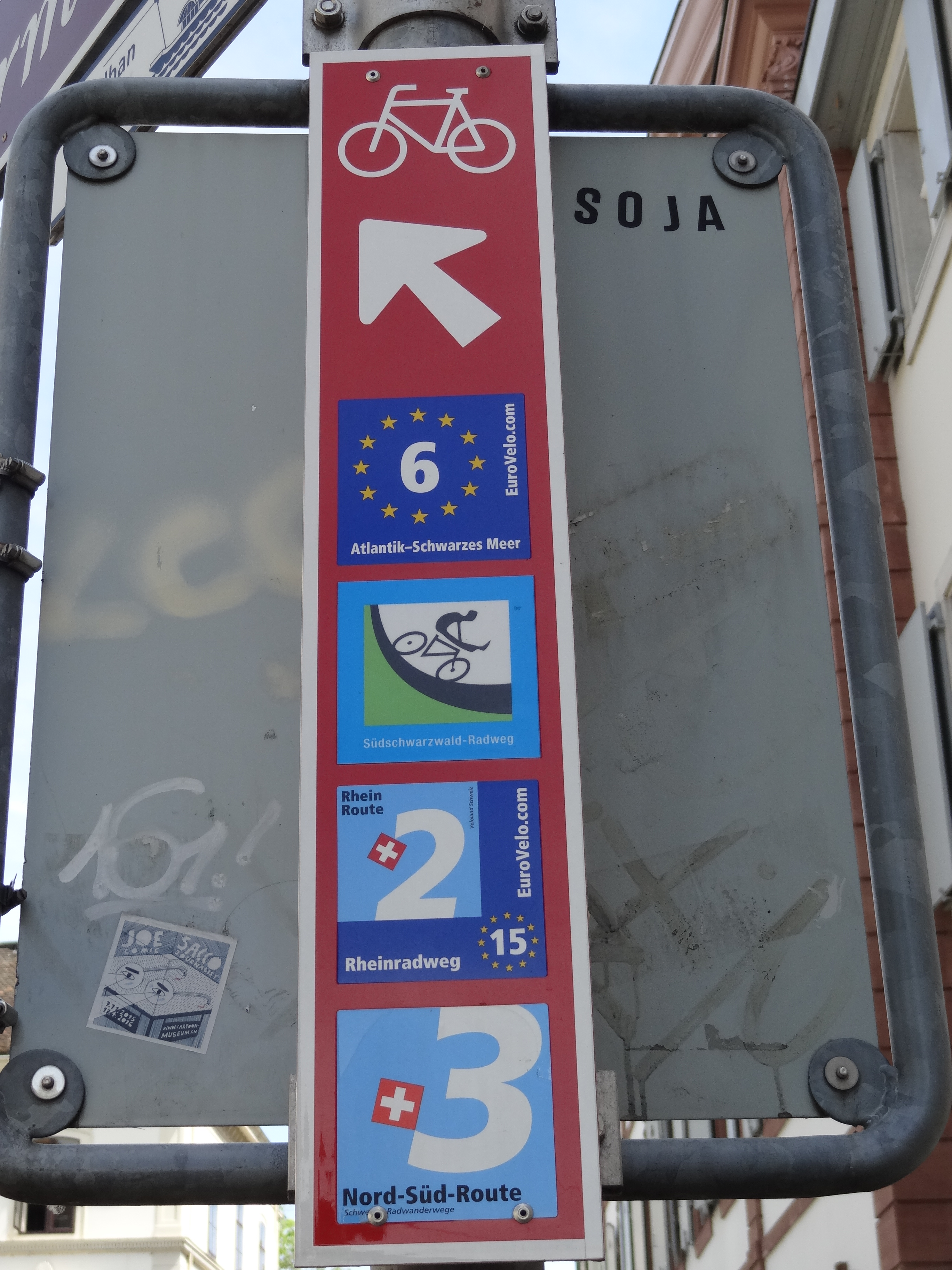

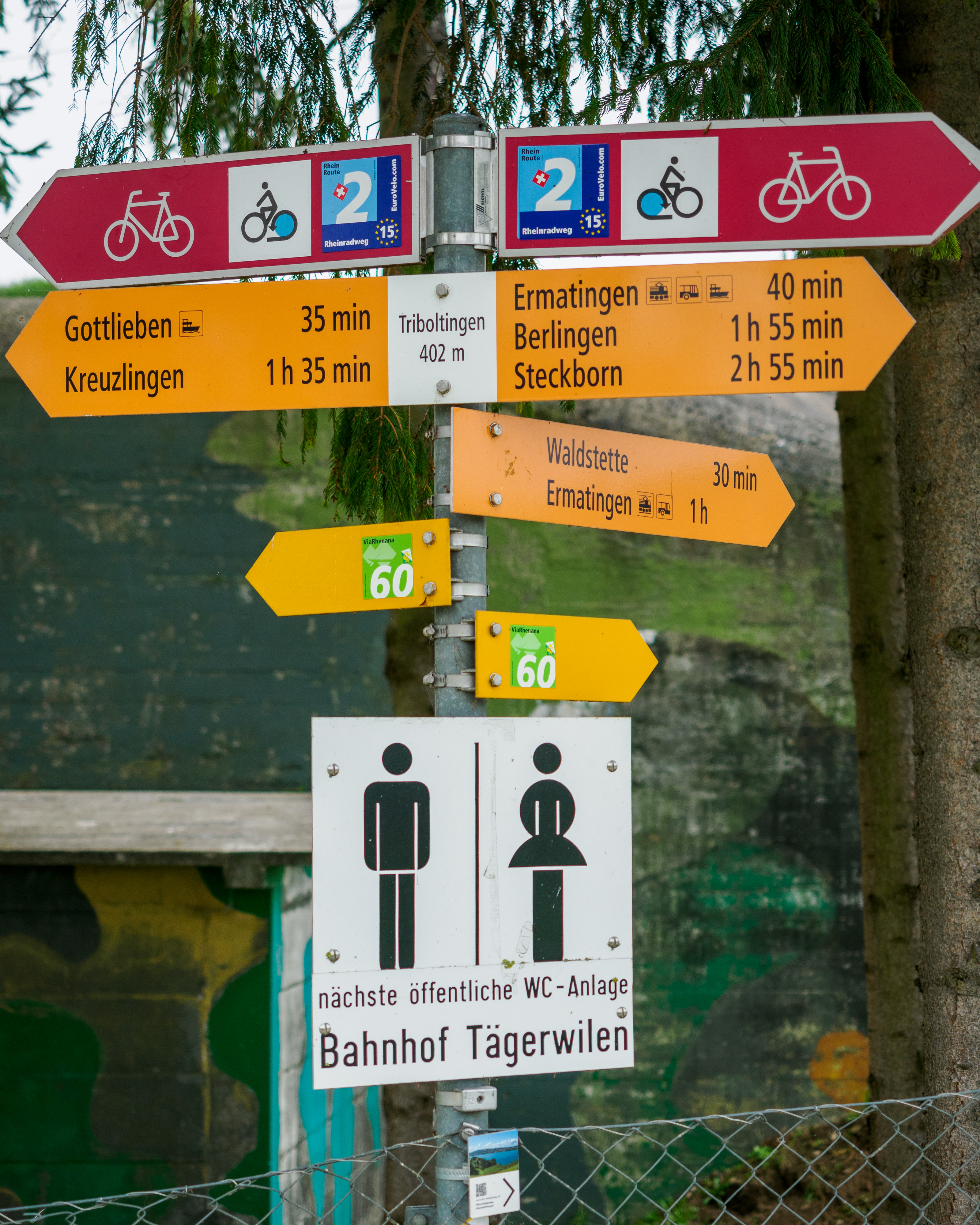

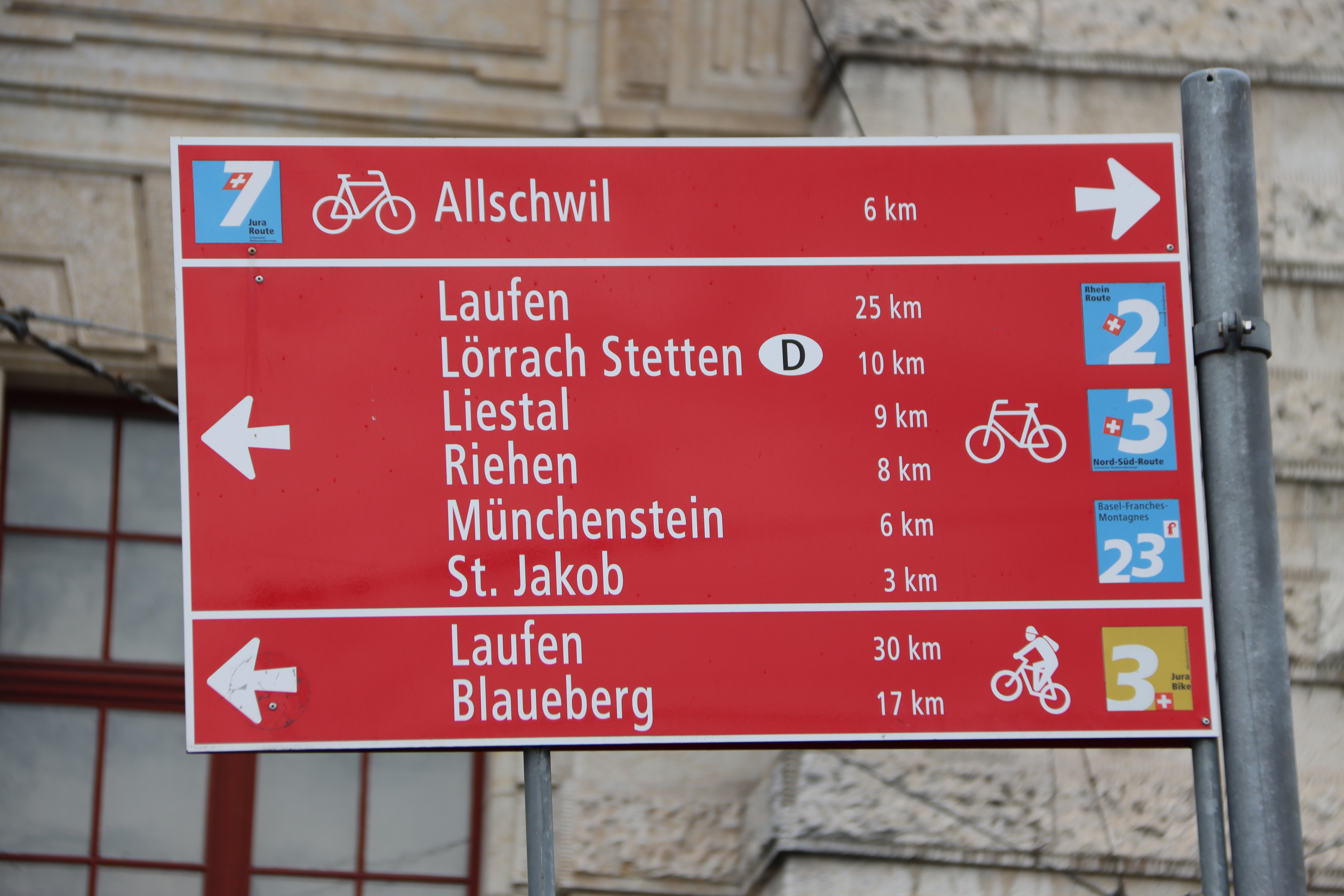

Sinds 2000 is in Zwitserland een fietsnetwerk opgezet, in het Duits onder de naam Veloland Schweiz en in het Frans onder de naam La Suisse à vélo en in het Italiaans La Svizzera in bici. Veloland Schweiz is onderdeel van SchweizMobil/SuisseMobile/SvizzeraMobile dat naast een fietsnetwerk ook netwerken heeft op het gebied van wandelen, mountainbike, skaten en kanoën. Verder is er een winters aanbod met winterwandelen, wandelen met sneeuwschoenen, sleeën en langlaufen.
Het fietsnetwerk van Veloland Schweiz is onderverdeeld in landelijke fietsroutes, regionale fietsroutes en lokale fietsroutes. Alle fietsroutes zijn bewegwijzerd in twee richtingen.

## Landelijke fietsroutes
De landelijke fietsroutes doorkruisen het land en zijn genummerd. Een landelijke fietsroute is te herkennen aan een lichtblauw bord met één cijfer. In totaal zijn er negen landelijke routes, te weten:
- Nationale fietsroute 1 - Rhôneroute
- Nationale fietsroute 2 - Rijnroute
- Nationale fietsroute 3 - Noordzuidroute
- Nationale fietsroute 4 - Alpenpanorama-Route
- Nationale fietsroute 5 - Mittelland-Route
- Nationale fietsroute 6 - Graubündenroute, Duits Graubünden-Route, Frans: Route des Grisons
- Nationale fietsroute 7 - Juraroute, Duits Jura-Route, Frans: Route du Jura
- Nationale fietsroute 8 - Aare-Route, Duits Aare-Route, Frans: Route de l'Aar
- Nationale fietsroute 9 - Merenroute, Duits Seen-Route, Frans: Route des Lacs

## Regionale fietsroutes
De regionale fietsroutes doorkruisen een regio en zijn genummerd. Een regionale fietsroute is te herkennen aan twee cijfers. In totaal zijn er 54 regionale routes. Enkele voorbeelden zijn:
- Regionale fietsroute 27: Val Müstair
- Regionale fietsroute 46: Tour du Léman
- Regionale fietsroute 65: Inn-Radweg
- Regionale fietsroute 95: Thur-Route
- Regionale fietsroute 96: Bodensee-Radweg
- Regionale fietsroute 97: Dreiland-Radweg

## Lokale fietsroutes
De lokale fietsroutes doorkruisen een klein gebied en zijn genummerd. Een lokale fietsroute is te herkennen aan drie cijfers. Bijvoorbeeld 111, de Chirsi-Route. In totaal zijn er 60 lokale routes.